# Helga Braconnier
Helga Emelia Braconnier, född Steen 22 augusti 1894 i Öved, död 5 mars 1973 i Malmö, var en svensk barnavårdsman, medium och skribent.

## Biografi
Helga Braconnier föddes 1894 i Öveds församling som dotter till skolläraren Karl Mattias Steen i byn Skartofta och hans hustru Else Andersson. Modern dog när Helga bara var några veckor gammal och Helga växte upp hos sina morföräldrar i en grannby. När hon kom upp i skolåldern flyttade hon till sin far och dennas nya hustru men besökte varje vecka sin morfar som hon var mycket fäst vid. Efter skoltiden, 1908, blev hon först inackorderad en tid i en prästgård och läste för en guvernant, och flyttade sedan till sin farbror och faster i Malmö. Hon tog studentexamen på Hermods korrespondensinstitut och blev anställd som registrator på Arbetsinrättningen, senare kallad Malmö fattigvård.
1921 fick hon anställning som barnavårdsman i Malmö. Som sådan var hennes uppgift att bistå mödrar till barn födda utom äktenskapet och att se till att fäderna betalade underhåll. Lagstiftningen var ny och hon blev en av de första barnavårdsmännen i Sverige. Det fanns vid den tiden en regel som stipulerade att en barnavårdsman skulle vara ogift. Regeln upphävdes senare och Helga Steen gifte sig 1939 med ingenjören Hilding Braconnier.
Helga Braconnier avled 1973 och begravdes på Limhamns kyrkogård.

## Helga Braconnier berättar om paranormala upplevelser
Detta avsnitt bygger på Helga Braconniers egna uppgifter i boken ”Mitt liv med det okända”.
Helga kom till världen en månad för tidigt. Ungefär samtidigt blev modern akut sjuk i tuberkulos och dog. Tillkallad läkare spådde att dottern som var svag inte heller skulle överleva länge. Morfar begav sig då till naturläkaren Lars Mårtensson, kallad ”Åsumspågen”, för att rådfråga honom. Han hade med sig ett plagg från sin dotterdotter, det var allt som "Pågen" behövde för att ställa diagnos. Hans besked var att ”tösen får leva. Det är en konstig glytt, det. Hon kommer att se mer än andra, ja, mer än jag nånsin kunnat”.
Flickan Helga fick sin första syn när hon var åtta år gammal. Hon såg en främmande man i morfars matsal. När hon neg fint för honom reste han sig och försvann genom väggen. Hon sprang in till morfar och berättade vad hon sett och fick då veta vad Åsumspågen hade spått. Hon blev med tiden van vid att se syner och tog det som något naturligt.
Helga Braconnier var både synsk och psykometriskt medial. Skillnaden kan vara oklar, men med det senare avses förmågan att avläsa ett föremåls historia genom att röra vid det. Hon blev först varse denna psykometriska gåva när hon var i tonåren. Hon inbjöds sedan många gånger att inför mindre sällskap demonstrera sin förmåga. Hon ger i boken Mitt liv med det okända många exempel på både synskhet och psykometri. Några rör privatpersoners förhållanden, andra mer kända personer. Ett exempel:
Helga Braconnier fick en gång i sin hand ett kuvert som föreföll alldeles tomt. Hon fick en känsla av att förflyttas ett par hundra år bakåt i tiden och hörde dunder, brak och skottlossning. Hon sade till kuvertets ägare att han innehade det orättmätigt, att det borde finnas någon annanstans och ligga på blå sammet och att det hade med Karl XII att göra. Ägaren förklarade då hur det låg till. För omkring fyrtio år sedan beslöt man att öppna Karl XII:s kista. Det skedde i närvaro av flera läkare, däribland ägarens fader. Han märkte att några huvudhår hade fallit av och låg på den blå sammet som kistan var klädd med. Han tog upp tre hårstrån och stoppade dem på sig. Vid läkarens frånfälle hittade sonen ett kuvert med påskriften ”Tre av Karl XII:s huvudhår”.
Ett annat exempel gäller den svenska ubåten Ulven som förliste 1943 efter ha sprängts av en mina:
En kväll i april 1943 kom plötsligt en drypande våt man in tvärs genom den stängda dörren hos makarna Braconnier. Han sade att han kom från ubåten Ulven. Båten hade gått på en mina och sjunkit och han angav platsen för förlisningen. Maken, som också var medial, ringde befälhavaren för Västra marindistriktet och berättade om händelsen. Befälhavaren svarade att man inte saknade någon ubåt. Följande morgon stod det i tidningen att Ulven försvunnit. Några veckor senare fann man ubåten i det område som mannen hade angett för makarna Braconnier, ett område som man först ansett som osannolikt.

## Kontrollerade experiment

### John Björkhem
Psykologen och läkaren John Björkhem var en av pionjärerna inom svensk parapsykologisk forskning. Helga Braconnier var under flera år på 1940-talet en av hans försökspersoner. Han berättar i senare upplagor av sin bok Det ockulta problemet om ett experiment med henne 1945 där hon med många detaljer redogör för ”Esarpsdramat”. 1932 hade en man från Esarp mot sitt nekande dömts till livstids straffarbete för mord på sin hustru. 1947, alltså två år efter experimentet med Braconnier, beviljades mannen resning och frikändes från mordet (dock inte på grund av experimentet Helga Braconnier). Vid experimentet hade Braconnier fått känna på sex föremål utan att titta på dem eller höra något om deras historia. Två av föremålen hade koppling till Esarpsdramat och ett av dessa, ett foto av den döda kvinnan, gav henne starka förnimmelser. Hon berättade utförligt om vad hon kände eller "såg". Björkhem menade att även om några detaljer inte stämde med de verkliga omständigheterna var tillräckligt många korrekta. Han ansåg det därför vara klarlagt att Helga Braconnier hade psykometrisk förmåga. 
(Björkhem skriver att Braconnier i början av försöket försatts i hypnos men att förnimmelserna sedan fortsätter under fullt vaket tillstånd. Braconnier däremot skriver i Mitt liv med det okända att hon aldrig arbetade under hypnos.)
I samma kapitel av Det ockulta problemet berättar Björkhem att Braconnier genom att känna på ett brev skrivet av diktaren Gustaf Fröding lyckas uppfatta detaljer som tydligt stämmer in på Fröding. Litteraturvetaren Olle Holmberg, som försett Björkhem med brevet, ger en delvis annorlunda beskrivning i sin bok Den osannolika verkligheten, men även Holmberg är övertygad om att Braconnier äger paranormal förmåga.

### Dagens Nyheter 1950-11-19
Tidningen Dagens Nyheter arrangerade 1950 försök med Helga Braconnier och ett annat medium, George Killick, försök som noggrant togs upp på bandspelare, protokollfördes och delvis publicerades i tidningen. Bland åhörarna fanns bland andra ovan nämnde Olle Holmberg. Om ett föremål säger Braconnier inledningsvis:
”Jag har ett intryck av mycket människor som kommer och går. Det används för något slags försök. Det ger vissa resultat. På något sätt utvidgas de resultat man tidigare fått. Det skall skrivas någonting om saken. Det är inte slutfört än. Det går framåt på vissa linjer. Det skall tjäna mänskligheten på ett särskilt sätt. Det berör olika händelser, det berör sjukdom. Bekymmer, och samma gång tjänar det mänskligheten.”
Braconnier fortsätter sedan i samma stil med att redogöra för vad hon ”ser”. I verkligheten var det en patron till en militär signalpistol. Försöksledarna, två naturvetare och docenter, är efter försöken försiktiga med att dra slutsatser. De säger att Braconnier antagligen felaktigt trott att föremålet ägdes av en av kontrollanterna, en medicinsk forskare, och att detta kan ha vilselett henne. En av dem säger ”Inget aldrig så lyckat psykometriskt experiment har ännu givit mig känslan av bevis … Men försöken bör få fortsätta efter samma grunder som i all vetenskap. Samla fakta och ha inte så rasande brått att komma med en vetenskaplig förklaring…. ”

## Skribent
På 1950- och 1960-talen medverkade Helga Braconnier ofta som skribent i olika veckotidningar. Hon berättade om sina upplevelser och svarade på frågor från läsarna. Hennes förklaringar behövde inte vara av det övernaturliga slaget utan kunde vara mycket jordnära. Hon hjälpte människor tillrätta i svåra situationer och ”gav råd till flickor i bryderi”. 
I boken Mitt liv med det okända (1972) berättade hon om sin uppväxt, sitt arbete som barnavårdsman och om sina paranormala erfarenheter.
Många människor skrev direkt hem till henne, hon kunde få uppemot 4000 brev varje år. 